# Пинтура (Мачерата)
Пинтура (итал. Pintura) насеље је у Италији у округу Мачерата, региону Марке.
Према процени из 2011. у насељу је живело 672 становника. Насеље се налази на надморској висини од 150 м.